# Antoine của Navarra
Antoine xứ Vendôme (22 tháng 4 năm 1518 – 17 tháng 11 năm 1562), đôi khi được gọi là Antoine xứ Bourbon, là Vua của Navarre từ năm 1555 cho đến khi qua đời năm 1562 với tư cách là chồng và đồng cai trị của Nữ vương Juana III của Navarra theo Luật Jure uxoris. Ông là quốc vương đầu tiên của Nhà Bourbon, nơi ông trở thành tộc trưởng vào năm 1537. 
Mặc dù là premier prince du sang ở Pháp, nhưng ông vẫn thiếu ảnh hưởng chính trị và bị chi phối bởi những người được Vua Henri II của Pháp sủng ái, là các thành viên của gia tộc Montmorency và gia tộc Guise. Khi Henri II qua đời vào năm 1559, Antoine thấy mình bị gạt ra ngoài lề trong chính phủ do Guise thống trị, và sau đó bị thỏa hiệp bởi sự phản quốc của em trai mình là Louis xứ Condé. Khi con trai của Henri, Vua François II của Pháp, sớm qua đời, Antoine trở lại trung tâm chính trị, trở thành Trung tướng của Pháp và lãnh đạo quân đội của vương miện trong cuộc Chiến tranh tôn giáo đầu tiên của Pháp. Ông qua đời vì những vết thương trong Cuộc vây hãm Rouen. Ông là cha của Vua Henri IV, vị vua Bourbon đầu tiên của Pháp.